# Ján Zlocha
Ján Zlocha (Bratislava, 24 de marzo de 1942 - Bratislava, 1 de julio de 2013) fue un futbolista profesional eslovaco que jugaba en la demarcación de defensa.

## Biografía
Ján Zlocha debutó como futbolista profesional en 1964 a los 22 años de edad con el FC Spartak Trnava, club en el que permaneció durante tres años. Posteriormente y tras un breve paso por la República Checa, tiempo en el que jugó con el 1. FK Příbram y el Dukla Praga, volvió al FC Spartak Trnava. A la temporada siguiente fichó por el Slovan Bratislava, club en el que jugó la mayor parte de su carrera futbolística, con el cual consiguió varios títulos nacionales e internacionales.
Además Ján Zlocha jugó con la selección de fútbol de Checoslovaquia, convocado para jugar la Copa Mundial de Fútbol de 1970, debutando contra Rumanía. Jugó un total de cuatro partidos para su selección.
Ján Zlocha falleció el 1 de julio de 2013 a los 71 años de edad.

## Clubes
| Club              | País            | Año         |
| ----------------- | --------------- | ----------- |
| FC Spartak Trnava | Eslovaquia      | 1964 - 1966 |
| 1. FK Příbram     | República Checa | 1966        |
| Dukla Praga       | República Checa | 1966 - 1967 |
| FC Spartak Trnava | Eslovaquia      | 1967 - 1968 |
| Slovan Bratislava | Eslovaquia      | 1968 - 1974 |

## Palmarés
Dukla Praga
- Primera División de Checoslovaquia: 1966
- Copa de Checoslovaquia: 1966

FC Spartak Trnava
- Copa de Checoslovaquia: 1967
- Copa Mitropa: 1967
- Primera División de Checoslovaquia: 1968

Slovan Bratislava
- Copa de Eslovaquia (3): 1970, 1972, 1974
- Primera División de Checoslovaquia (2): 1970, 1974
- Copa de Checoslovaquia (2): 1968, 1974
- Recopa de Europa: 1969
- Copa Intertoto de la UEFA (5): 1968, 1970, 1972, 1973, 1974